# Halil Hamid Pașa
Halil Hamid Pașa, numit și Halil Hamit Pașa, (n. 1736, Isparta, Imperiul Otoman – d. 27 aprilie 1785, Tenedos⁠(d), Provincia Çanakkale, Turcia) a fost marele vizir al Imperiului Otoman din 31 decembrie 1782 până la 30 aprilie 1785.
El a avut un rol esențial în invitarea experților străini, în special a francezilor, în Imperiul Otoman începând din 1784. Ca rezultat, misiunile franceze au fost trimise în Imperiul Otoman pentru a pregăti turcii în războaie navale și în fortificații. Până la revoluția franceză din 1789, aproximativ 300 de ofițeri și ingineri francezi de artilerie erau activi în Imperiul Otoman pentru modernizarea și antrenarea unităților de artilerie.
Din 1784, André-Joseph Lafitte-Clavé și Joseph-Monnier de Courtois au instruit proiecte și tehnici de inginerie în noua școală turcă de inginerie Mühendishâne-i Hümâyûn, înființată de Halil Hamid Pasha. Majoritatea manualelor franceze au fost folosite în matematică, astronomie, inginerie, arme, tehnici de război și navigație .
Halil Hamid Pasha a susținut o cale de modernizare a Imperiului Otoman și o poziție conciliantă împotriva Rusiei, dar în cele din urmă a fost suspectat că a complotat pentru succesiunea lui Abdul Hamid I și a viitorului sultan Selim al III-lea, datorită intrigilor reacționare și apariției sentimentul anti-francez. A fost descoperită corespondența secretă dintre Selim al III-lea și Ludovic al XVI-lea și a fost susținea un complot împotriva conducătorului actual. Halil Hamid Pasha a fost decapitat și partidul care susținea războiul a revenit la putere, ducând Imperiul Otoman în războiul ruso-turc (1787-1792).
Experții francezi au trebuit în cele din urmă să plece în 1788 odată cu începerea ostilităților. Unii s-au întors la Constantinopol, dar în cele din urmă toți instructorii au trebuit să plece, odată cu sfârșitul alianței franco-otomane în 1798.